# Johanna (Schiff, 1978)
Das Barefoot Boat by Till Schweiger, ehemals Johanna ist ein Fahrgastschiff auf der Donau und wird als Tagesausflugsschiff im Linienverkehr und für Themenfahrten eingesetzt. Das Schiff wird von der Donau-Schiffahrts-Gesellschaft Wurm + Noé betrieben. Es verfügt über 550 Plätze.

## Geschichte
Das Schiff wurde  im Jahr 1899 als Schleppkahn in Budapest gebaut und 1978 zum Fahrgastschiff umgerüstet. Ein weiterer Umbau erfolgte 2003 in der ÖSWAG-Werft in Linz. Zuletzt wurde das Schiff 2020 umgebaut, dieses Mal in der Erlenbacher Schiffswerft. Seitdem heißt es offiziell Barefoot Boat by Till Schweiger. Es verfügt über 300 Innensitzplätze, davon 150 auf dem Eingangsdeck und ebenso viele auf dem Mitteldeck. Darüber liegt ein Freideck mit dem Steuerhaus und weiteren 250 Sitzplätzen.